# Pablo García Moreno
Pablo García Moreno (Albacete, 31 de maig de 1985) és un futbolista castellà, que ocupa la posició de defensa.
Es va formar a les categories inferiors de l'Albacete Balompié, tot i que només ha jugat quatre partits de lliga amb el primer equip: un a la màxima categoria (04/05) i altres tres l'any posterior a Segona Divisió. Sense continuïtat al conjunt manxec, ha militat a l'Oriola CF. El 2009 fitxa pel Roquetas.